# Fietsklepper
Een fietsklepper is een constructie om een klepperend geluid te maken tijdens het fietsen. Een halve wasknijper die tegen de spaken van het draaiende wiel aan komt zorgt voor een klepperend geluid. Het blikje fungeert hierbij als klankkast. Fietskleppers worden als speelgoed gebruikt, maar worden evenals fietssirenes ook gebruikt bij de viering van luilak waarbij zoveel mogelijk lawaai werd gemaakt. 
Een aantal stevige elastieken wordt strak om een leeg schoensmeerdoosje gespannen. In plaats van elastieken kunnen ook ringen uit een oude fietsband worden geknipt. Tussen de elastieken ringen wordt op de bovenzijde van het blikje een half wasknijperlatje gestoken. De dikke, platte kant van de halve wasknijper zit op het doosje, de dunnere kant steekt iets uit.  Onder het blikje worden twee wasknijpers vastgemaakt aan de elastieken ringen. Het doosje wordt onderaan met de twee knijpers aan de beugel van een spatbord bevestigd, zover mogelijk van de wielas. Doordat het wasknijperlatje iets uitsteekt raakt het nét de spaken. Het afstellen van de knijper is een precies werkje. Door een touwtje aan de beide knijpers te bevestigen kan de klepper vanaf het stuur worden bediend. 
In plaats van een blikje kan ook een stuk karton worden gebruikt. Het karton komt dan direct tegen de spaken, een knijper is niet nodig. Het klepperende geluid is dan evenwel een stuk zachter. Met een klepper kan alleen vooruit worden gefietst, bij achteruit rijden raakt de klepper tussen de spaken en gaat daardoor stuk. 